# ウォジダン・シャハルハニ
ウォジダーン・アリー・セラージュ・アブドッラヒーム・シャハルハーニー（アラビア語: وجدان علي سراج عبد الرحيم شهرخاني、ラテン文字: Wojdan Ali Seraj Abdulrahim Shahrkhani、1996年2月1日 - ）は、サウジアラビアの柔道選手である。シャハルハニは2012年ロンドンオリンピックにサウジアラビア代表として選出された2人の女性のうちの1人である。彼女のオリンピックへの参加は、国際オリンピック委員会 (IOC) がサウジアラビアオリンピック委員会に対して選手団に女性を含めるよう圧力を掛けた後に決定された。サウジアラビアオリンピック委員会は、2012年大会においてサウジアラビアを代表する間、どのように振舞うべきかに関する特別ルールをシャハルハニに課した。

## 2012年夏季オリンピック
シャハルハニはイングランド・ロンドンで開催される2012年夏季オリンピック代表に選出された2人のサウジアラビア人女性のうちの1人である。シャハルハニは柔道競技の78kg超級に参加する予定である。もう1人の選出されたサウジアラビア人女性はペパーダイン大学を拠点とする陸上選手のサラ・アッタールである。
シャハルハニは、オリンピック出場資格基準を満たさないにもかかわらず、国際オリンピック委員会 (IOC) の特別招待によって選出された。シャハルハニは、サウジアラビアが女性のスポーツへの参加を強く妨げており女性のための国内大会が開催されていないため、ほとんどのオリンピック選手とは異なりこういった国内予選を通じて、参加資格を得ていない。このため、オリンピックが初めての公式試合への参加となっている。
シャハルハニのオリンピックへの参加は、女性が国を代表してオリンピックに参加することに対するサウジアラビア国内の反発にもかかわらず決定された。最終的に、サウジアラビア政府は、女性の参加あるいは制裁を求めるスポーツおよび女性の人権に関する活動家からの国際的圧力に屈した。IOCのジャック・ロゲ会長は、シャハルハニとアッタールの参加について「IOCはサウジアラビアオリンピック委員会と緊密に協力してきた。我々の継続した対話が実を結んだことを喜ばしく思う」と述べた。
サウジアラビアオリンピック委員会は、シャハルハニの参加を宣伝しないことを選択してきた。また、サウジアラビアオリンピック委員会は、ロンドンでのオリンピック期間中、シャハルハニが「控え目な服装をし、男性の保護者に付き添われ、男性とは交流しない」ことを要求している。そのうえ、彼女の競技服装はシャリーア（イスラーム法）に従わなければならない。
試合の直前までスカーフ着用での試合参加が認められるかどうか議論された、最終的には着用が認められることになった。
スカーフ着用で試合にいどみプエルトリコ代表のメリッサ・モヒカと対戦して82秒で負けた。